# Oscar Willems
Oscar Willems (Brasschaat, 12 januari 1990) is een Vlaams acteur. Hij is bekend als Dennis uit Spitsbroers en als Jonas uit de telenovelle Lisa.
Hij is een multidisciplinaire acteur en volgde een opleiding als acteur aan de Koninklijke Academie voor Schone Kunsten van Gent. Hij is actief in het theater en speelde onder andere bij Het Toneelhuis en Theater Antigone. Hij speelde ook in verschillende film- en televisieseries en nam deel aan de opera 'Liebestod' in het Kglteater in Kopenhagen.
Daarnaast is hij ook actief in het straattheater met de voorstellingen Barrière en Protocole van Sur Mesure sur Scène.

## Televisie
- De Ridder (2013) - als Lucas "Lucky" Vlieghe
- Ontspoord (2013) - als Pieter
- Cordon (2014) - als Joris
- Spitsbroers (2015-2017) - als Dennis Moerman
- Professor T. (2016) - als Wouter Renaert
- De infiltrant (2018) - als Jasper Hofman
- De Bende van Jan de Lichte - als Boudewijn De Kezel
- Over water (2018-2020) - als inspecteur Sven Van Oevelen
- Lisa (2021-2022, 2023) - als Jonas Albrechts
- Wannabe's (2022) - als Benny
- Assisen (2023) - als Jonas D'Hooghe

## Film
- L'Infini (2014) - als getuige
- Alleen Eline (2017) - als Lou
- Night Shift (2019) - als Hektor
- Connected (2019) - als meester Joris/Beertje123
- Holiday (2019) - als Louis
- Cirque (2019) - als Jonas
- L'ennemi (2020) - als politieagent